# Урми (станция, Еврейская автономная область)
Урми́ — населённый пункт при железнодорожном разъезде в Смидовичском районе Еврейской автономной области России. Входит в Смидовичское городское поселение.

## География
Разъезд Урми стоит на Транссибирской магистрали, в долине реки Урми, до правого берега около 5 км.
Проходит автотрасса Чита — Хабаровск.

### Географическое положение
Расстояние до районного центра пос. Смидович около 12 км (на запад по автотрассе Чита — Хабаровск), расстояние до Хабаровска (на восток по автотрассе Чита — Хабаровск) около 57 км.

## История
Населённый пункт появился при строительстве Транссиба. В селении жили семьи тех, кто обслуживал железнодорожную инфраструктуру.

## Население
| 2002 | 2010 |
| ---- | ---- |
| 0    | →0   |

## Инфраструктура
Основа экономики — обслуживание путевого хозяйства Хабаровского отделения Дальневосточной железной дороги

## Транспорт
Развит автомобильный и железнодорожный транспорт.